# Rhithrogena semicolorata
Rhithrogena semicolorata este o insectă aeriană din preajma apelor, din ordinul efemeropterelor, foarte răspândită în regiunile de munte din toată Europa și din România. Are o lungime de 7-12 mm, cu cercii de 12-15 mm la femelă și 22-25 mm la mascul. Larvele sunt acvatice și au corpul alungit; la partea posterioară posedă trei cerci alungiți, iar pe torace trei perechi de picioare subțiri. Ultimul  stadiu larvar este numit nimfă. Din nimfă apare o formă aripată, care nu este imago, ci un subimago, deoarece acesta năpârlește încă o dată și devine imago. Prezintă interes, fiindcă larvele constituie hrana unor specii de pești.

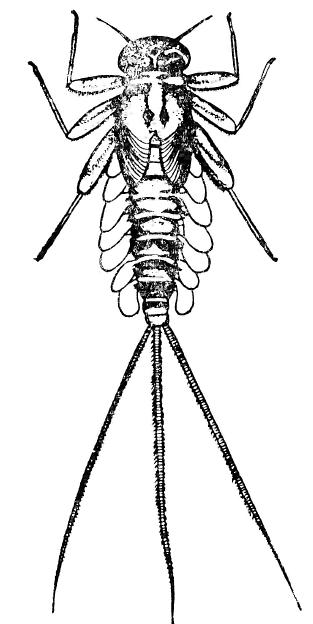
Larva de Rhithrogena semicolorata, principala hrană a aspretelui